# Xanthooestrus fastousos
Xanthooestrus fastousos là một loài ruồi trong họ Tachinidae.